# شاختايورسك
شاختايورسك (بالروسية: Шахтерск) هي إحدى مدن روسيا في الكيان الفدرالي الروسي ساخالين أوبلاست.